# Meister der großen Nasen
Der Meister der großen Nasen ist ein Bildhauer des 16. Jahrhunderts, der zwischen 1503 und 1508 in Freiburg im Üchtland in der Schweiz tätig war. Der Notname des namentlich nicht bekannten Handwerkers leitet sich von den eindrucksvollen Nasen ab, die seine Bildwerke aufweisen. Sein Stil ist typisch für die spätgotische Plastik.

## Biografie
Das Leben des Meisters der großen Nasen bleibt im Dunkeln. Lange wollte man ihn mit Martin Gramp gleichsetzen, doch heute sind die Forscher der Meinung, es könne sich um den «Bildhauer Hans» handeln, der in städtischen Textquellen zwischen 1503 und 1508 erwähnt wird. Offensichtlich zahlte ihm die Stadt von 1504 bis 1508 seine Miete im Spital. Die mittelalterlichen Städte boten begehrten Handwerkern, die sie behalten wollten, solche finanziellen Entlastungen an. So wurde aus dem unterstützten Handwerker ein halbstaatlicher Angestellter. In den Quellen wird bis Hans Geiler im Jahr 1515 kein anderer Bildhauer namens Hans erwähnt.

## Stil
Die Skulpturen dieser Werkstatt zeichnen sich durch einen außerordentlich eigenwilligen Stil aus. Sie sind bodenständig, von natürlicher Körperhaftigkeit und kraftvoller Autorität. Von breiter, etwas untersetzter Statur, folgen sie nicht den gültigen anatomischen Grundsätzen. Trotz eines unverwechselbaren Stils schuf die Werkstatt differenzierte Skulpturen. Jede Figur ist neu komponiert, jedes Werk ein Einzelstück, ganz im Gegensatz zu den anderen Freiburger Werkstätten, die mit geringfügig variierenden Formeln arbeiteten.
Die Gesichter der männlichen Figuren dieser Werkstatt sind durch voluminöse Nasen mit erstaunlich kleinen Löchern gekennzeichnet. Was die nur rudimentär ausgeführten Augen betrifft, verließ sich der Schnitzer auf die Arbeit des Fassmalers. Die kugelig vorstehenden Pupillen sind in der oberen Hälfte von halbkreisförmigen Lidern bedeckt. Der Mund mit seinen ausgeprägten Lippen hebt sich deutlich vom runden, vorstehenden Kinn ab. Die rundlichen Gesichter der Frauen mit glatten, fleischigen Wangen und kräftig gerundeter Stirn unterscheiden sich von jenen der Männer mit ihrer plastischen Modellierung: tiefe Falten unter den Augen, um Nase und Mund, nach außen fliehende Augenbrauen, vorstehende Backenknochen, leicht eingefallene Wangen, Haupthaar und Bart mit prachtvollen Locken.

## Technik
In technischer Hinsicht zeigen die Skulpturen aus der Werkstatt des Meisters der großen Nasen eine erhebliche Bandbreite. Eines ihrer gemeinsamen Merkmale ist, dass sie so weit wie möglich aus einem einzigen Holzblock geschnitzt sind. Anstückungen findet man nur dort, wo sie unumgänglich sind. Die rückseitige Höhlung, die mit großformatigem Werkzeug vorgenommen wurde, reicht über den Schulterbereich hinaus und folgt grob der Sichtseite der Figur. Die Holzschale bleibt ziemlich dick, um zu vermeiden, dass sie mit dem Werkzeug durchbrochen wird.

## Kunsthistorische Einordnung
Das Hauptmerkmal der Skulpturen aus der Werkstatt des Meisters der großen Nasen ist das ausgeprägte Interesse für die Individualität der nicht unbedingt realistisch gestalteten Personen. Eine Parallele dazu ist in den Straßburger Skulpturen in der Nachfolge von Niclaus Gerhaert van Leyden zu finden. Waren die Werke des Meisters von einer starken naturalistischen Darstellung geprägt, konzentrierten sich seine Schüler mehr auf individuelle Kennzeichen. In diesem Zusammenhang denkt man vor allem an die früheren Werke von Niklaus von Hagenau, die in einem sehr ähnlichen Stil gehalten sind.

## Skulpturen aus der Werkstatt des Meisters der großen Nasen
- Himmelfahrts-Christus aus der Kirche St. Nikolaus in Freiburg, 1503, Museum für Kunst und Geschichte Freiburg (MAHF 2448)
- Retabel des Metzgeraltars St. Antonius aus der Kirche St. Nikolaus in Freiburg: Hl. Leonhard, Hl. Wendelin, Christus, Madonna und Hl. Johannes der Täufer, 1504–1505, Museum für Kunst und Geschichte Freiburg (MAHF 2459, 2460, 7599, 8330, 8331)
- Engel mit Wappen Python, Neustadtgasse, Freiburg, 1507, Museum für Kunst und Geschichte Freiburg (D 2006-637)
- Madonna mit Kind, um 1505, Kapelle Notre-Dame des Marches, Broc

## Umfeld
In Freiburg sind für das 16. Jahrhundert fünf bedeutende Werkstätten bekannt, neben jener vom Meister der großen Nasen (1503–1508), die von Hans Roditzer (1504–1521), Martin Gramp (1508–1524), Hans Geiler (1513–1534) und Hans Gieng (1524–1562) geleitet wurden.
In formaler und technischer Hinsicht orientierten die Freiburger Bildhauer sich an den bedeutendsten Meistern ihrer Zeit wie Tilman Riemenschneider in Würzburg, Michel Erhart und Niklaus Weckmann in Ulm, Jörg Lederer in Kaufbeuren und den Nachfolgern von Niclaus Gerhaerts in Straßburg. 
Die in Freiburg tätigen Bildhauer waren hauptsächlich für das unmittelbare Umland tätig, arbeiteten aber auch für Bern, Solothurn oder Zürich und exportierten ihre Werke gelegentlich bis nach Frankreich oder Italien.